# Прва лига Србије у америчком фудбалу 2022.
Прва лига Србије у америчком фудбалу 2022. је седамнаеста сезона највишег ранга такмичења америчког фудбала у Србији. У лиги наступа укупно седам клубова, а титулу бране Вукови из Београда.
Сезона је почела 26. марта 2022. године утакмицом између браниоца трофеја београдских Вукова и новог прволигаша кикиндских Мамута, a победили су Вукови са 41:6.  Вукови су девети пут постали прваци Србије победом у финалу над Вајлд борсима 24:17. Тиме су се изједначили са вечитим ривалом по броју освојених титула.

## Систем такмичења
Систем такмичења је промењен у односу на прошлу сезону. У лиги учествује 8 клубова, а игра се по једнокружном бод систему, сваки клуб по 7 мечева. Четири најбоље пласирана клуба пласирају су се у полуфинале. У полуфиналу, првопласирани тим као домаћин игра против четворопласираног тима на табели након одиграног лигашког дела такмичења, док ће другопласирани дочекати трећепласирани тим. Пласман од петог до осмог места одређује се на основу пласмана на табели у лигашком делу такмичења.

## Клубови
За разлику од прошлог првенства, планирано је да лига буде  проширена на 8 клубова. Из лиге није требало да испадне ниједан клуб, а нови члан прволигашког друштва су постали Мамутси Кикинда, победници Друге лиге. Ипак, пред сам почетак сезоне, од такмичења су одустали прошлогодишњи финалисти Банат булси па је број клубова био седам.
| Клуб          | Место      | Сезона 2021         |
| ------------- | ---------- | ------------------- |
| Блек хорнетси | Јагодина   | 6. место            |
| Блу драгонси  | Београд    | Полуфинале          |
| Вајлд борси   | Крагујевац | Полуфинале          |
| Вајлд догси   | Нови Сад   | 5. место            |
| Вукови        | Београд    | Првак               |
| Мамутси       | Кикинда    | Победник Друге лиге |
| Пастуви       | Пожаревац  | 7. место            |

## Резултати
1. коло
| Датум         | Клуб                   | Клуб                   | Резултат |
| ------------- | ---------------------- | ---------------------- | -------- |
| 26. март 2022 | Вукови Београд         | Мамутси Кикинда        | 41:6     |
| 27. март 2022 | Вајлд борси Крагујевац | Блек хорнетси Јагодина | 42:0     |
| 27. март 2022 | Блу драгонси Београд   | Вајлд догси Нови Сад   | 15:0     |

2. коло
| Датум         | Клуб                   | Клуб                   | Резултат |
| ------------- | ---------------------- | ---------------------- | -------- |
| 2. април 2022 | Мамутси Кикинда        | Вајлд догси Нови Сад   | 6:2      |
| 3. април 2022 | Пастуви Пожаревац      | Вајлд борси Крагујевац | 6:41     |
| 3. април 2022 | Блек хорнетси Јагодина | Блу драгонси Београд   | 0:25     |

3. коло
| Датум          | Клуб                   | Клуб                   | Резултат |
| -------------- | ---------------------- | ---------------------- | -------- |
| 16. април 2022 | Вајлд борси Крагујевац | Вукови Београд         | 33:35    |
| 17. април 2022 | Блу драгонси Београд   | Пастуви Пожаревац      | 55:20    |
| 17. април 2022 | Вајлд догси Нови Сад   | Блек хорнетси Јагодина | 20:0     |

4. коло
| Датум        | Клуб              | Клуб                   | Резултат |
| ------------ | ----------------- | ---------------------- | -------- |
| 3. мај 2022  | Вукови Београд    | Блу драгонси Београд   | 36:21    |
| 22. мај 2022 | Пастуви Пожаревац | Вајлд догси Нови Сад   | 0:39     |
| 29. мај 2022 | Мамутси Кикинда   | Блек хорнетси Јагодина | 21:8     |

5. коло
| Датум       | Клуб                   | Клуб              | Резултат |
| ----------- | ---------------------- | ----------------- | -------- |
| 7. мај 2022 | Вајлд борси Крагујевац | Мамутси Кикинда   | 54:12    |
| 8. мај 2022 | Вајлд догси Нови Сад   | Вукови Београд    | 13:40    |
| 8. мај 2022 | Блек хорнетси Јагодина | Пастуви Пожаревац | 35:0     |

6. коло
| Датум        | Клуб                   | Клуб                   | Резултат |
| ------------ | ---------------------- | ---------------------- | -------- |
| 15. мај 2022 | Мамутси Кикинда        | Пастуви Пожаревац      | 27:14    |
| 21. мај 2022 | Вукови Београд         | Блек хорнетси Јагодина | 35:0     |
| 21. мај 2022 | Вајлд борси Крагујевац | Блу драгонси Београд   | 21:0     |

7. коло
| Датум       | Клуб                 | Клуб                   | Резултат |
| ----------- | -------------------- | ---------------------- | -------- |
| 4. јун 2022 | Вајлд догси Нови Сад | Вајлд борси Крагујевац | 0:35     |
| 4. јун 2022 | Пастуви Пожаревац    | Вукови Београд         | 0:35     |
| 5. јун 2022 | Блу драгонси Београд | Мамутси Кикинда        | 67:16    |

## Табела
|  | Пласирали се у полуфинале   |
|  | Пласирали се у четвртфинале |

| #  | Клуб                   | ИГ | П | ИЗ | ПД  | ПП  | ПР   |
| -- | ---------------------- | -- | - | -- | --- | --- | ---- |
| 1. | Вукови Београд         | 6  | 6 | 0  | 222 | 73  | +149 |
| 2. | Вајлд борси Крагујевац | 6  | 5 | 1  | 226 | 53  | +173 |
| 3. | Блу драгонси Београд   | 6  | 4 | 2  | 183 | 93  | +90  |
| 4. | Мамутси Кикинда        | 6  | 3 | 3  | 88  | 186 | -98  |
| 5. | Вајлд догси Нови Сад   | 6  | 2 | 4  | 74  | 96  | -22  |
| 6. | Блек хорнетси Јагодина | 6  | 1 | 5  | 28  | 157 | -129 |
| 7. | Пастуви Пожаревац      | 6  | 0 | 6  | 54  | 217 | -163 |

## Плеј-оф

### Четвртфинале
| Датум        | Клуб                 | Клуб                   | Резултат |
| ------------ | -------------------- | ---------------------- | -------- |
| 11. јун 2022 | Мамутси Кикинда      | Вајлд догси Нови Сад   | 6:33     |
| 12. јун 2022 | Блу драгонси Београд | Блек хорнетси Јагодина | 35:0     |

### Полуфинале
| Датум        | Клуб                   | Клуб                 | Резултат |
| ------------ | ---------------------- | -------------------- | -------- |
| 25. јун 2022 | Вајлд борси Крагујевац | Блу драгонси Београд | 37:0     |
| 26. јун 2022 | Вукови Београд         | Вајлд догси Нови Сад | 45:12    |

### Финале
| Датум        | Клуб           | Клуб                   | Резултат |
| ------------ | -------------- | ---------------------- | -------- |
| 10. јул 2022 | Вукови Београд | Вајлд борси Крагујевац | 24:17    |

| Првак Суперлиге Србије 2022. |
| ---------------------------- |
| Вукови Београд 9. титула     |